# Painel Intergovernamental sobre Mudanças Climáticas

O Painel Intergovernamental sobre Mudanças Climáticas (Português do Brasil), ou Painel Intergovernamental para as Alterações Climáticas (Português europeu) mais conhecido pelo acrônimo IPCC (da sua denominação em inglês  Intergovernmental Panel on Climate Change) é uma organização científico-política criada em 1988 no âmbito das Nações Unidas (ONU) pela iniciativa do Programa das Nações Unidas para o Meio Ambiente (PNUMA) e da Organização Meteorológica Mundial (OMM).

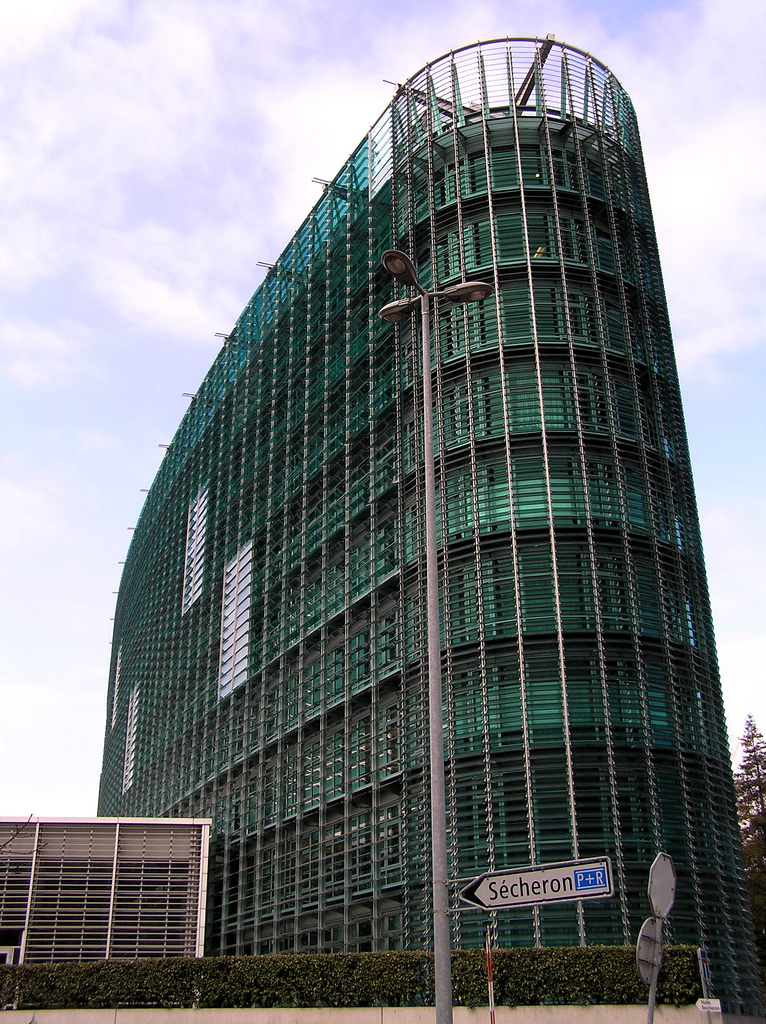
O prédio da Organização Meteorológica Mundial em Genebra, onde também está sediado o Secretariado do IPCC.

Tem como objetivo principal sintetizar e divulgar o conhecimento mais avançado sobre as mudanças climáticas que hoje afetam o mundo, especificamente, o aquecimento global, apontando suas causas, efeitos e riscos para a humanidade e o meio ambiente, e sugerindo maneiras de combater os problemas. O IPCC não produz pesquisa original, mas reúne e resume o conhecimento produzido por cientistas de alto nível independentes e ligados a organizações e governos.
É um consenso que o IPCC representa a maior autoridade mundial a respeito do aquecimento global, e tem sido a principal base para o estabelecimento de políticas climáticas mundiais e nacionais, mas isso não o livra de receber críticas. Desde sua fundação o IPCC produziu cinco grandes relatórios e alguns outros documentos. O primeiro relatório surgiu em 1990 e o último em 2014. A qualidade e seriedade do seu trabalho, que envolve milhares dos mais reputados cientistas da atualidade, lhe valeu o Prêmio Nobel da Paz em 2007.

## Origens do IPCC
O problema do aquecimento global foi previsto teoricamente desde o século XIX, e desde então os estudos começaram a aparecer com base em observações objetivas. Nos anos 1970 o tema já estava sendo estudado em larga escala, multiplicando-se a bibliografia especializada, mas os cientistas do clima e os ambientalistas enfrentavam problemas para colocar suas conclusões na pauta das negociações políticas. Em 1986 a Conferência de Toronto, a primeira a colocar o clima entre os tópicos em debate, contou com a participação de um grupo de trabalho sobre os gases estufa, os responsáveis pelo aquecimento global, mas o grupo não tinha representatividade oficial e não podia impor nenhuma recomendação. As pressões não obstante continuaram, e o fenômeno ganhou grande visibilidade a partir de um relatório apresentado em 1988 ao Congresso dos Estados Unidos por James Hansen, um dos principais climatologistas então em atividade. Como resultado desses esforços, neste mesmo ano as Nações Unidas apoiaram a criação do IPCC pela Organização Meteorológica Mundial em cooperação com o Programa das Nações Unidas para o Meio Ambiente.
Desde sua fundação o organismo vem ganhando crescente respeitabilidade e o apoio de muitas outras organizações científicas do mundo, como o International Council for Science, que representa 119 organizações científicas nacionais e 30 organizações internacionais; a Royal Meteorological Society do Reino Unido, a Network of African Science Academies, com a participação de academias nacionais de 13 países africanos, o Relatório Conjunto das academias científicas de 11 países, a National Oceanic and Atmospheric Administration dos Estados Unidos, e a European Geosciences Union. Muitas outras importantes sínteses científicas internacionais também aceitaram as conclusões do IPCC, entre elas a Avaliação Ecossistêmica do Milênio da ONU, a série Global Environment Outlook, do PNUMA, e o Vital Forest Graphics do PNUMA`/ FAO / UNFF, escritos e revisados por milhares de especialistas.

## Grupos de Trabalho
O IPCC tem três Grupos de Trabalho, uma Força-Tarefa e Unidade de Apoio Técnico.
- Grupo de Trabalho I: avalia os aspectos científicos do sistema climático e de mudança do clima. Os temas principais que estuda são as mudanças nos gases estufa e aerossois, nos glaciares, precipitação, nível do mar, atmosfera, na temperatura da terra, oceano e atmosfera. Também estuda os registros paleoclimáticos, o ciclo do carbono, os modelos climáticos em uso, bioquímica ligada às mudanças, analisa dados de satélites e outras fontes, e desvenda as causas e origens da mudança climática.
- Grupo de Trabalho II: avalia a vulnerabilidade dos sistemas socioeconômicos e naturais diante da mudança climática, seus efeitos negativos, assim como as possibilidades de adaptação a elas na perspectiva da sustentabilidade. Esses aspectos são estudados por região e por tema (recursos hídricos, ecossistemas, alimentação e florestas, sistemas costeiros, indústria e saúde).
- Grupo de Trabalho III: avalia as opções que permitiriam limitar ou evitar as emissões de gases estufa e as que poderiam remover os gases da atmosfera, levando em conta os principais sistemas econômicos a curto e a longo prazo, incluindo energia, indústria, agricultura, manejo de florestas e de resíduos, e a relação de custo-benefício de cada área, analisando as possibilidades reais e as condições políticas.
- Força-Tarefa: compila os inventários nacionais sobre emissão de gases estufa, desenvolvendo e aperfeiçoando métodos e software aceitos internacionalmente para o cálculo e descrição da emissões de cada país, encorajando seu uso pelas nações participantes do IPCC e da Convenção-Quadro das Nações Unidas sobre a Mudança do Clima.
- Unidade de Apoio Técnico: coordena a atividade dos Grupos de Trabalho e presta auxílio na preparação dos relatórios de cada Grupo, que formam cada qual um dos volumes do relatório final, e dos Sumários para Criadores de Políticas, seções do relatório elaboradas para o uso dos governos e dos não especialistas.

Cada Grupo de Trabalho, assim como a equipe especial, tem dois presidentes, um de um país desenvolvido e outro de um país em desenvolvimento, e uma unidade de apoio técnico. Os três Grupos preparam relatórios de análise nos seguinte temas:
- Informação científica a respeito de mudança climática.
- Impactos ambientais e socioeconômicos da mudança climática.
- Formulação de estratégias de resposta (mitigação e adaptação).

O IPCC também produz Relatórios Especiais, sobre temas específicos, e Relatórios Metodológicos, orientando a preparação dos inventários sobre a emissão de gases estufa.

### Método de elaboração dos relatórios principais

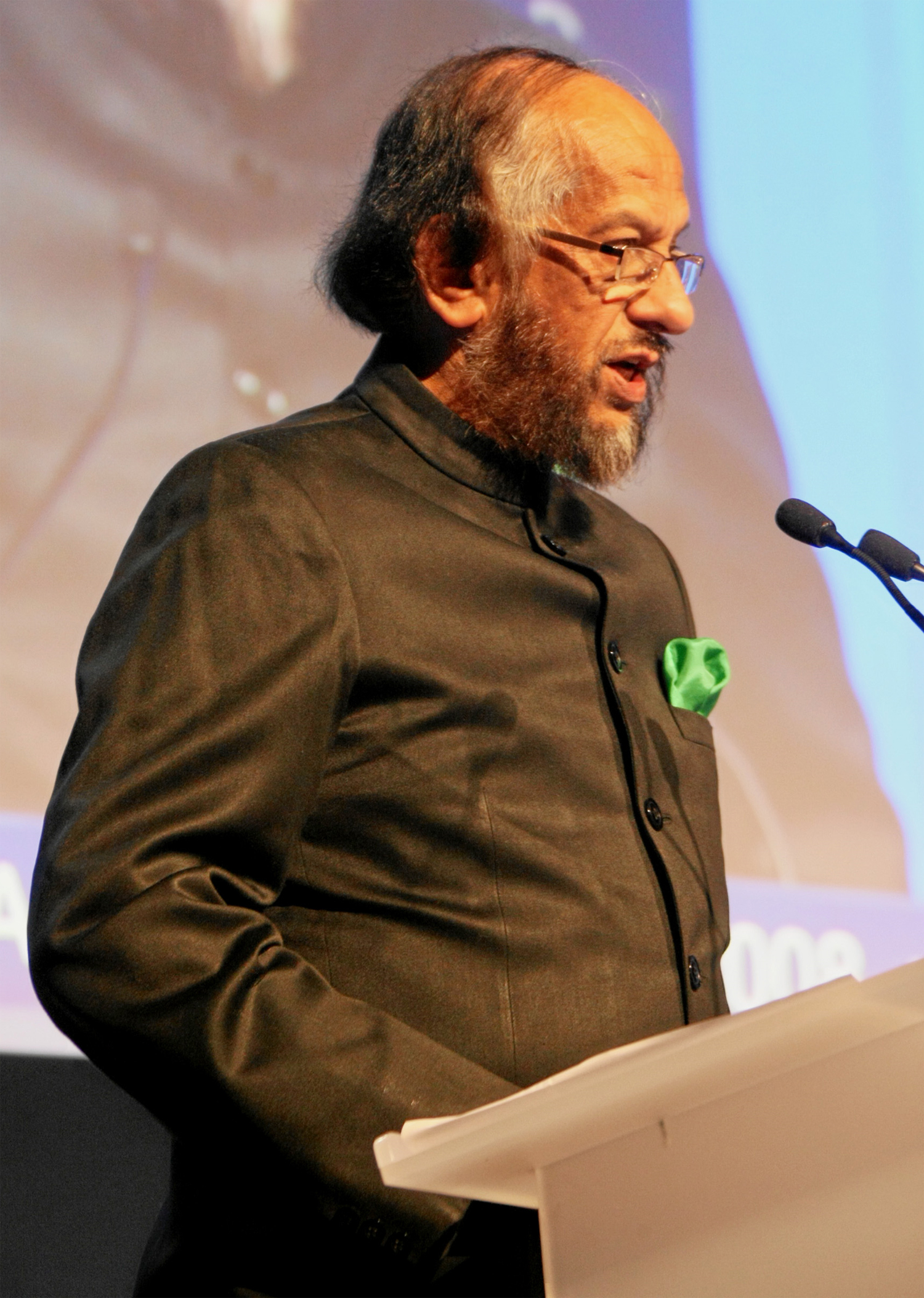
Rajendra Pachauri, presidente do IPCC entre 2002 e 2015.

O método empregado no preparo dos relatórios do IPCC é complexo e segue uma série de etapas. Foi formalizado na 15ª Sessão do IPCC em 1999 e tem sido regularmente revisado e aprimorado.
O processo inicia com uma reunião onde é delineado de maneira sumária o seu perfil, seus objetivos, seu cronograma e seu orçamento. Forma-se uma Comissão encarregada de conduzir os trabalhos e selecionar os autores da redação, escolhidos dentre uma lista apresentada pelos Estados participantes da Organização das Nações Unidas e organizações observadoras, e pode selecionar outros fora da lista com base no mérito de sua atividade profissional. A Comissão também organiza os Grupos de Trabalho, dividindo os selecionados segundo sua especialidade. Além disso, dois grupos de especialistas são convidados a participar como revisores, um composto apenas de cientistas e outro de cientistas e representantes dos Governos.
Cada Grupo de Trabalho analisa a bibliografia disponível sobre cada tema de sua área, descarta estudos que careçam de forte embasamento, e sintetiza os resultados em um esboço de relatório setorial, o embrião de um dos Capítulos do relatório final, dando prioridade à análise de trabalhos publicados em veículos especializados e sujeitos à revisão por pares, mas também pode se valer de literatura emanada de governos e pesquisadores independentes. Materiais que já tenham sido aproveitados em relatórios anteriores também são analisados, embora de maneira menos detalhada. Os esboços são em seguida revisados pelos dois corpos de revisores, que podem sugerir correções e outras alterações na redação. Este processo envolve centenas de profissionais de alto nível.
Depois desta revisão, é preparado um segundo esboço dos Capítulos e um esboço do Sumário para os Criadores de Políticas, destinado a condensar em linguagem acessível os resultados principais, possibilitando o uso das informações por não especialistas. Ambos os esboços são novamente revisados pelos dois corpos de revisores. Terminada a revisão, é preparado um esboço final de cada Capítulo e do Sumário. Novamente os esboços finais são submetidos à revisão pelos Governos, que podem sempre prover críticas e sugerir mudanças.
Concluída esta etapa, realiza-se uma reunião plenária para aprovação dos esboços finais. O esboço final do Sumário é então aprovado e adotado. Os Capítulos passam por um processo ainda mais detalhado, sendo debatidos linha por linha. Caso não haja objeções, os Capítulos são formalmente aprovados e adotados. Então é elaborada a versão definitiva de cada Capítulo e do Sumário, que se resume basicamente em organizar o material já aprovado dando-lhe forma para publicação, sem alterar o texto, mas pode acrescentar algumas notas explicativas.
O Quinto Relatório, publicado entre 2013 e 2014, foi elaborado por 830 autores principais, com a colaboração de mais de mil autores assistentes. No processo de revisões, mais mil especialistas foram convocados, que forneceram cerca de 140 mil comentários e revisões ao texto. O Brasil conta com dois especialistas na alta diretoria do IPCC: Thelma Krug, ex-co-presidente da Força-Tarefa, membro do Comitê Executivo e um dos três vice-presidentes-gerais, e Suzana Kahn Ribeiro, uma das vice-presidentes do Grupo de Trabalho III. 23 outros especialistas brasileiros participaram da elaboração do Quinto  Relatório, e dois de Portugal.

## Definição de mudança do clima segundo o IPCC
O IPCC define a mudança climática como uma variação estatisticamente significante em um parâmetro climático médio (incluindo sua variabilidade natural), que persiste num período extenso (tipicamente décadas ou por mais tempo). Em termos abstratos, a mudança climática pode ser causada por processos naturais, e realmente no passado da Terra houve variações importantes no clima, como por exemplo os períodos glaciais. Contudo, a mudança recente tem sua causa nas atividades humanas.

## O resultado dos relatórios
A sucessão de relatórios do IPCC tem reforçado com crescente quantidade de evidências o que foi apontado desde a primeira publicação. As principais conclusões, sintetizadas no Quinto Relatório, são:

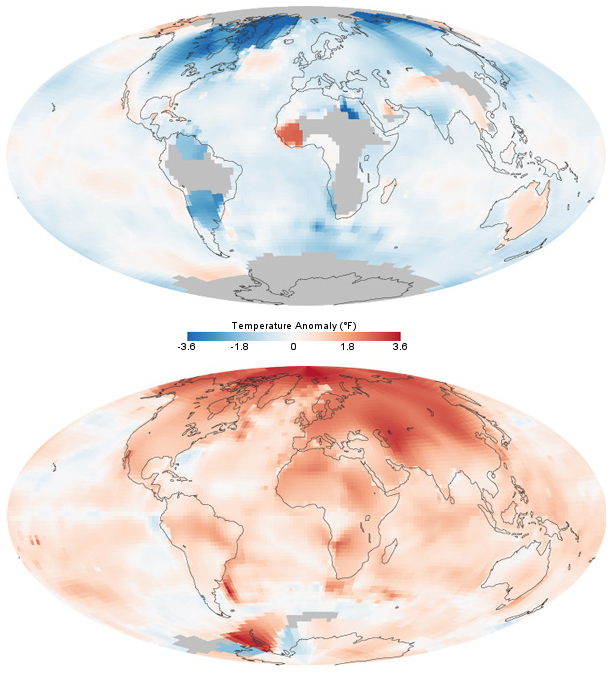
Temperaturas globais na década de 1880 e 1980, comparadas à média no período entre 1951 e 1980.

O declínio do gelo flutuante do Ártico é um dos sinais mais evidentes do aquecimento global. A animação mostra a redução entre 1979 e 2010.

- A influência humana sobre o clima é clara. As emissões de gases estufa produzidas pelas atividades humanas, como a indústria, a queima de combustíveis fósseis, o uso de fertilizantes, o desperdício de alimentos e o desmatamento, são a principal causa do problema, e elas têm crescido sem cessar, estando atualmente nos níveis mais altos já verificados na história. Os efeitos negativos do aquecimento global sobre a sociedade humana e a natureza são vastos e disseminados globalmente.[21]
- O aquecimento do sistema climático é inequívoco, e muitas das mudanças observadas desde a década de 1950 não têm precedentes. A atmosfera e os oceanos têm aquecido, a neve e o gelo têm declinado, e o nível do mar tem se elevado.[21]
- Têm sido observadas alterações importantes em muitos indicadores do clima desde 1950. A média das temperaturas mínimas tem se elevado, a temperatura média da atmosfera têm se elevado, as marés altas têm sido mais intensas e tem aumentado o número de chuvas torrenciais em várias regiões.[21]
- Todos os modelos teóricos utilizados projetam um aumento na temperatura média da superfície da Terra. O aumento da temperatura entre a média do período 1850-1900 e a média do período 2003–2012 foi em média 0,78ºC. As três últimas décadas foram as mais quentes desde 1850. Se as emissões continuarem dentro das tendências atuais, o aquecimento pode chegar a 4,8ºC até 2100. Por consequência, é provável que ocorram ondas de calor extremo mais frequentes e mais longas, e as chuvas torrenciais devem se tornar mais intensas e frequentes.[21]
- O nível do mar aumentou em cerca de 19 cm entre 1901 e 2010 devido à expansão térmica das águas e ao derretimento dos gelos. No cenário mais pessimista, a elevação pode chegar a mais de 80cm até 2100. Os oceanos continuarão a se acidificar e aquecer, e seu nível continuará a subir ao longo do século XXI e mesmo além.[21]
- A continuidade das emissões de gases estufa causará um aquecimento ainda maior no futuro, com efeitos de longa duração em todos os componentes do sistema climático, que estão todos inter-relacionados. É provável que ocorram efeitos negativos em larga escala para a vida humana e selvagem e para todos os ecossistemas.[21]
- O aquecimento global amplificará os riscos e problemas ambientais que já existem, e criará outros. Os países pobres e as comunidades litorâneas devem ser os mais penalizados. Além dos efeitos puramente climáticos, esperam-se efeitos negativos secundários de grande amplitude sobre a produção de alimentos, a segurança social, a economia, a saúde e a biodiversidade, entre outros.[21]
- O aquecimento atmosférico e marítimo e a elevação do nível dos oceanos continuarão por séculos mesmo se a concentração dos gases estufa cessarem de imediato, devido aos processos climáticos de realimentação (feedback) e à lentidão com que muitos dos efeitos se produzem na escala global.[21]
- As medidas de adaptação podem reduzir os riscos, mas sozinhas elas serão insuficientes, e tampouco será suficiente uma simples estabilização no nível atual de emissões, pois se isso pode retardar a produção de efeitos negativos, não os evitará, ao contrário, eles continuarão sendo amplificados pelo acúmulo incessante de gases estufa na atmosfera, onde ficarão por muito tempo devido ao seu lento processo de reciclagem natural. Por isso, devem ser tomadas medidas efetivas de redução nas emissões até um nível próximo do zero.[21]

## Críticas
Os relatórios do IPCC ocasionalmente trazem alguns erros, o que é difícil de evitar em qualquer pesquisa científica. Os relatórios sucessivos têm procurado remediá-los à medida em que o conhecimento se aprimora e se aperfeiçoam os métodos empregados na recolha e na análise dos dados brutos. Contudo, uma das principais críticas que o trabalho vem sofrendo nos últimos anos é a de ser excessivamente conservador nos resultados que apresenta. O IPCC tem se caracterizado pela cautela e cuidado com que estabelece seus argumentos, e a isso se deve sua grande credibilidade, mas uma influência política não pode ser inteiramente eliminada, uma vez que os relatórios precisam da aprovação de representantes dos governos dos Estados participantes, que às vezes têm forçado uma suavização na descrição dos impactos. De fato, um grande número de estudos independentes aponta que a evolução recente do aquecimento global tem se aproximado dos cenários mais pessimistas projetados pelo IPCC, o que, por outro lado, só enfatiza a importância do seu alerta sobre a gravidade do problema e a necessidade de ações urgentes e radicais em seu enfrentamento.